# Raymond De Roover
Raymond Adrien De Roover (Antwerpen, 28 augustus 1904 - Brooklyn, 14 maart 1972) was een Belgisch-Amerikaans hoogleraar en historicus van de middeleeuwse Europese economie en het bankwezen, meer bepaald betreffende de geschiedenis van de boekhouding.

## Levensloop
De Roover promoveerde tot licentiaat in de handels- en financiële wetenschappen aan de Sint-Ignatius Handelshogeschool en werkte als bankbediende en als boekhouder bij de Compagnie Maritime Belge.
In 1936 emigreerde hij naar de Verenigde Staten en hervatte de studies. In 1938 promoveerde hij tot Master of Business Administration en in 1943 tot doctor in de economische wetenschappen aan de University of Chicago. Hij werd vervolgens hoogleraar aan Harvard University, University of Chicago, Boston University, en City University of New York. Hij doceerde ook aan verschillende Europese universiteiten. In 1949 werd hij een Guggenheim Fellow.
Hij werd in 1952 lid van de Koninklijke Vlaamse Academie van België voor Wetenschappen en Kunsten en in 1970 werd hij lid van de Medieval Academy of America.
Zijn studies vernieuwden grondig de kennis over de beginperiode van het moderne bankwezen en over de invloed ervan tot in de hedendaagse tijden.

## Publicaties
- Jan Ympijn, 1928.
- Quelques considérations sur les livres de comptes de Collard de Marke, in: Bulletin d'études et d'informations de l'institut supérieur Saint-Ignace, 1930.
- Le livre de comptes de Guillaume Ruyelle, changeur à Bruges (1369), in: Handelingen van het Genootschap voor geschiedenis te Brugge, 1934.
- L'organisation administrative et commerciale de la compagnie d'Ostende, in: Bulletin d'études et d'informations de l'institut supérieur Saint-Ignace, 1934.
- The Journal and Ledger of the Frigate Marquis de Prié, 1725-1726, in: The Institute of Bookkeepers' Journal, 1936.
- Een en ander over Jan Ympijns Christoffels, in: Tijdschrift voor Geschiedenis, 1937.
- Money, Banking and Credit in Medieval Bruges. Cambridge, Mediaeval Academy of America, Routledge, 1948 en 2000. Herbert Baxter Adamsprijs van de Historical Association. Charles Homer Haskins Gold Medal van de Medieval Academy of America.
- The Medici Bank: its Organization, Management, Operations and Decline, New York, University Press, 1948.
- La communauté des marchands Lucquois à Bruges de 1377 à 1494, in: Handelingen van het genootschap voor geschiedenis te Brugge, 1949.
- L'évolution de la lettre de change, 1953.
- The Rise and Decline of the Medici Bank, 1397–1494, Harvard University Press, 1963, 1966 en 1999, ISBN 1-59740-373-3. Robert Troup Paine Award 1966 van Harvard University Press.
- Gresham on Foreign Exchange. An Essay on Early English Mercantilism, Cambridge, Harvard University Press, 1949.
- L'Évolution de la Lettre de Change: XIVe-XVIIIe Siècles, Parijs, Armand Colin, 1953.
- Anvers comme marché monétaire au XVIe siècle, in: Belgisch Tijdschrift voor filologie en geschiedenis, 1954.
- The Concept of the Just Price: Theory and Economic Policy, in: The Journal of Economic History, 1958.
- La balance commerciale des Pays Bas au quizième siècle, in: Belgisch Tijdschrift voor filologie en geschiedenis, 1959.
- The Bruges Money Market around 1400, Brussel, Kon. Academie, 1968.
- Leonardus Lessius als economist, in: Brussel, Kon. Academie, 1969.
- La Pensée Économique des Scolastiques: Doctrines et Méthodes, Montréal, Institut d'Études Médiévales, 1971.
- Renseignements complémentaires sur le marché monétaire à Bruges au XIVe et aux XVe siècles, in: Handelingen voor het genootschap voor geschiedenis te Brugge, 1972.
- Business, Banking, and Economic Thought in Late Medieval and Early Modern Europe. Selected Studies of Raymond de Roover, University of Chicago Press, 1974.